# Andas batyr
Andas batyr (kasachisch Андас батыр ауылы, russisch Село Андас батыра; bis 2006 Nowo-Woskressenowka) ist ein Ort im Südosten des Gebietes Schambyl in Kasachstan.

## Geografie
Andas batyr liegt im Süden Kasachstans im Gebiet Schambyl. Der Ort gehört zum Audan Merki und befindet sich etwa 170 Kilometer westlich von Taras und rund 90 Kilometer westlich der kirgisischen Hauptstadt Bischkek an der Grenze zwischen Kirgisistan und Kasachstan. Nur etwa zehn Kilometer südlich von Andas batyr erhebt sich bereits das Kirgisische Gebirge, in dem etliche kleine Flüsse entspringen und dann aus dem Gebirge heraus in die Ebene fließen. Durch den Ort fließt der Fluss Aspara, ein Nebenfluss des Kuragaty. Dieser fließt in der Gegend entlang der Staatsgrenze und trennt Andas batyr vom krigisischen Ort Tschaldybar.

## Bevölkerung
Bei der Volkszählung 1999 wurde für Andas batyr eine Einwohnerzahl von 4730 Menschen angegeben. Bei der Volkszählung im Jahr 2009 hatte der Ort 5225 Einwohner. Bei der letzten Volkszählung 2021 lebten 5599 Menschen in Andas batyr.
| Einwohnerentwicklung               | Einwohnerentwicklung | Einwohnerentwicklung |
| 1999                               | 2009                 | 2021                 |
| ---------------------------------- | -------------------- | -------------------- |
| 4730                               | 5225                 | 5599                 |
| Anmerkung: Volkszählungsergebnisse |                      |                      |

## Verkehr
Andas batyr ist an das kasachische Fernstraßennetz angeschlossen. Durch den Ort führt die Fernstraße M39, die in westlicher Richtung nach Merki führt, wo sie in die A2 mündet. In Richtung Westen gelangt man auf der Verbindung über Karabalta bis nach Bischkek; in Andas batyr gibt es einen Grenzübergang.  Etwas nördlich des Ortes verläuft die Bahnstrecke Lugowoi–Bischkek, an der es in Andas batyr aber keinen Bahnhof gibt.

## Söhne und Töchter des Ortes
- Elena Semechin (* 1993), deutsche Schwimmerin